# Parc national de Timna
Pour les articles homonymes, voir Timna (homonymie).
Le parc national de Timna est un parc national du Néguev en Israël, dans une vallée en forme de fer-à-cheval d'une superficie de 60 km2, situé à 25 km au nord d'Eilat, au bord de la route 90. La vallée est traversée par le Sentier national d'Israël, le sentier de randonnée qui court d'un bout à l'autre du pays.

## Les formations rocheuses
On y trouve plusieurs formations rocheuses curieuses du parc national de Timna, elles sont impressionnantes et résultent de l’érosion du grès et du granite par le vent, l’eau et le sable. Parmi les plus célèbres, on peut citer :
- Le champignon : une colonne de grès surmontée d’un chapeau de granite, qui ressemble à un champignon géant. Il mesure environ 15 mètres de haut et 10 mètres de large1.
- Les arches : des ouvertures naturelles dans la roche, formées par l’effondrement de parties fragiles. Il y en a plusieurs dans le parc, dont la plus grande mesure 12 mètres de haut et 15 mètres de large.
- Les piliers de Salomon : des colonnes de grès rouge, qui s’élèvent à une cinquantaine de mètres de hauteur. Elles doivent leur nom à une légende qui les attribue au roi Salomon, qui aurait exploité les mines de cuivre du site.
- La vallée des dessins sur roche : une zone où l’on peut observer des gravures rupestres datant de l’âge du bronze et du fer, représentant des animaux, des personnages et des symboles.

Ces formations rocheuses sont un témoignage de l’histoire géologique et humaine du parc national de Timna, qui offre aux visiteurs un paysage unique et fascinant.

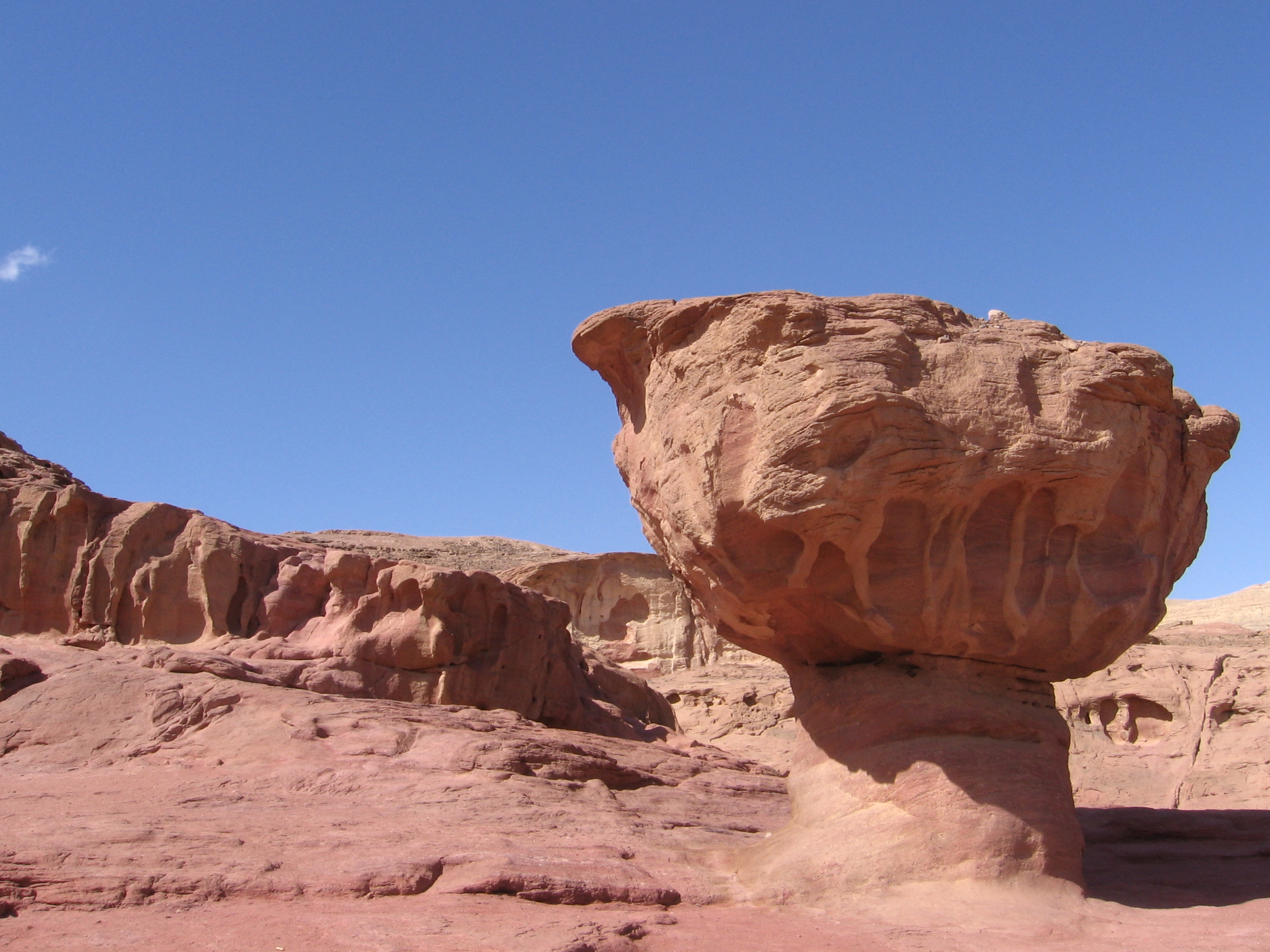
le champignon
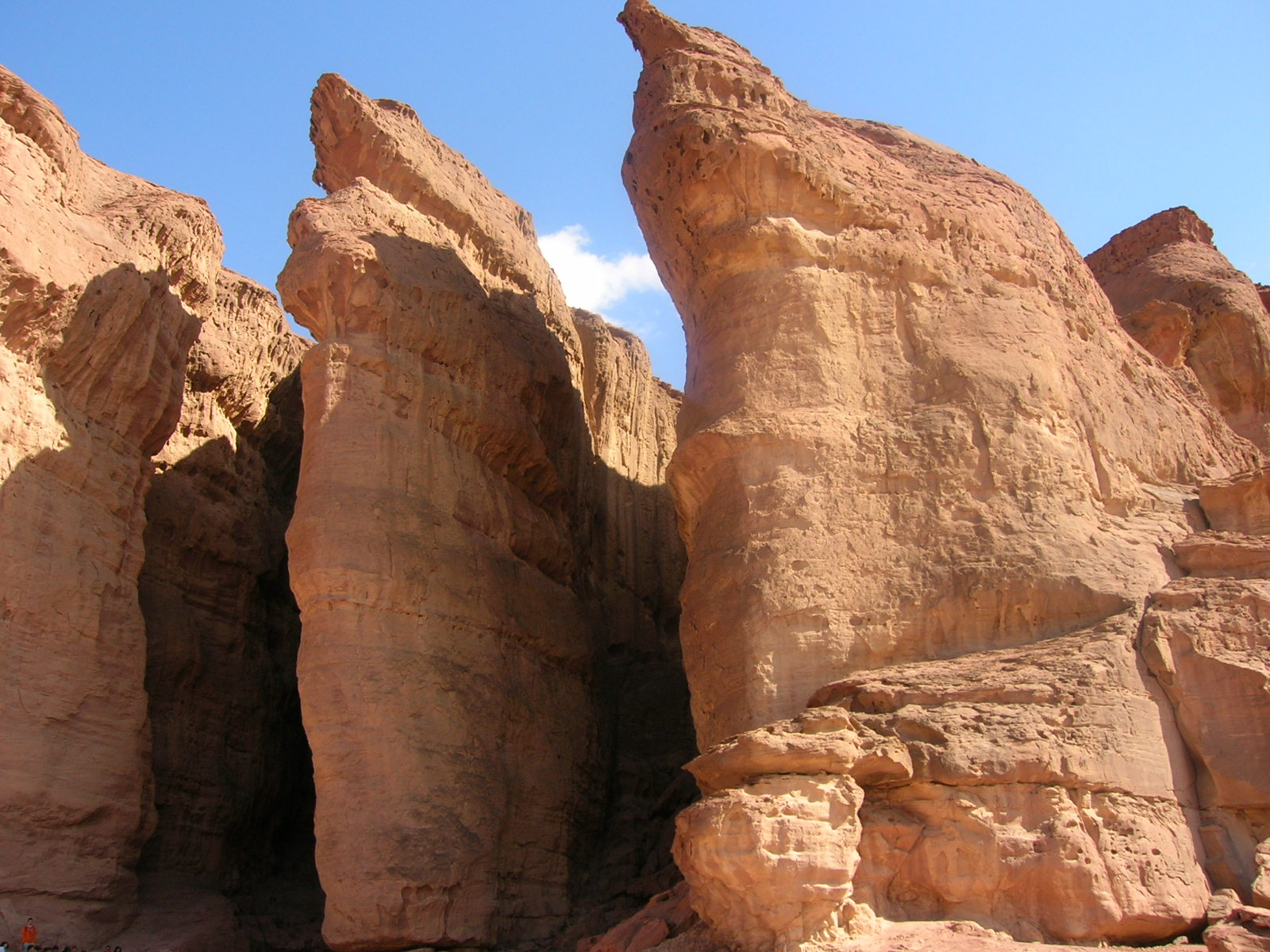
les piliers de Salomon
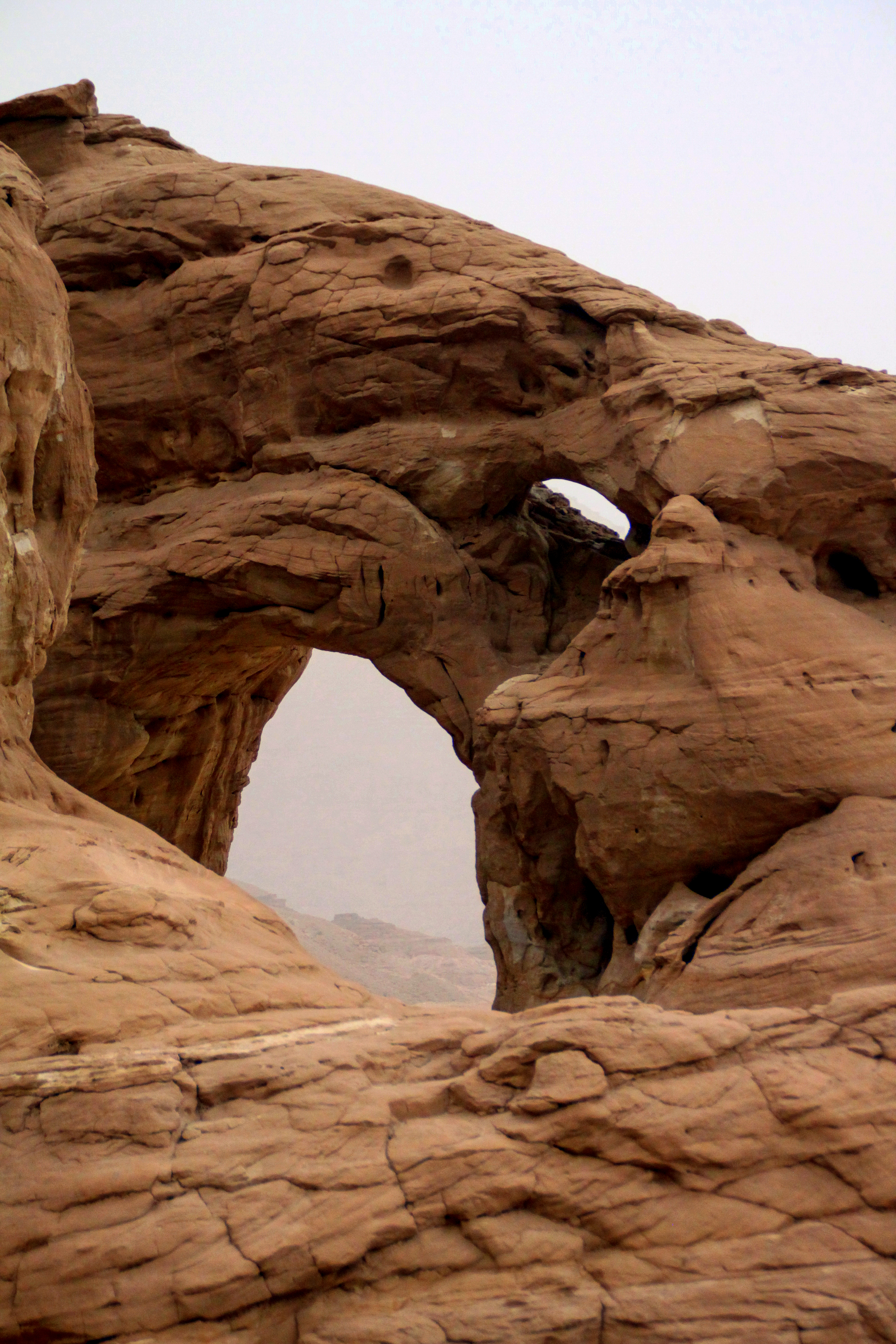
la fenêtre
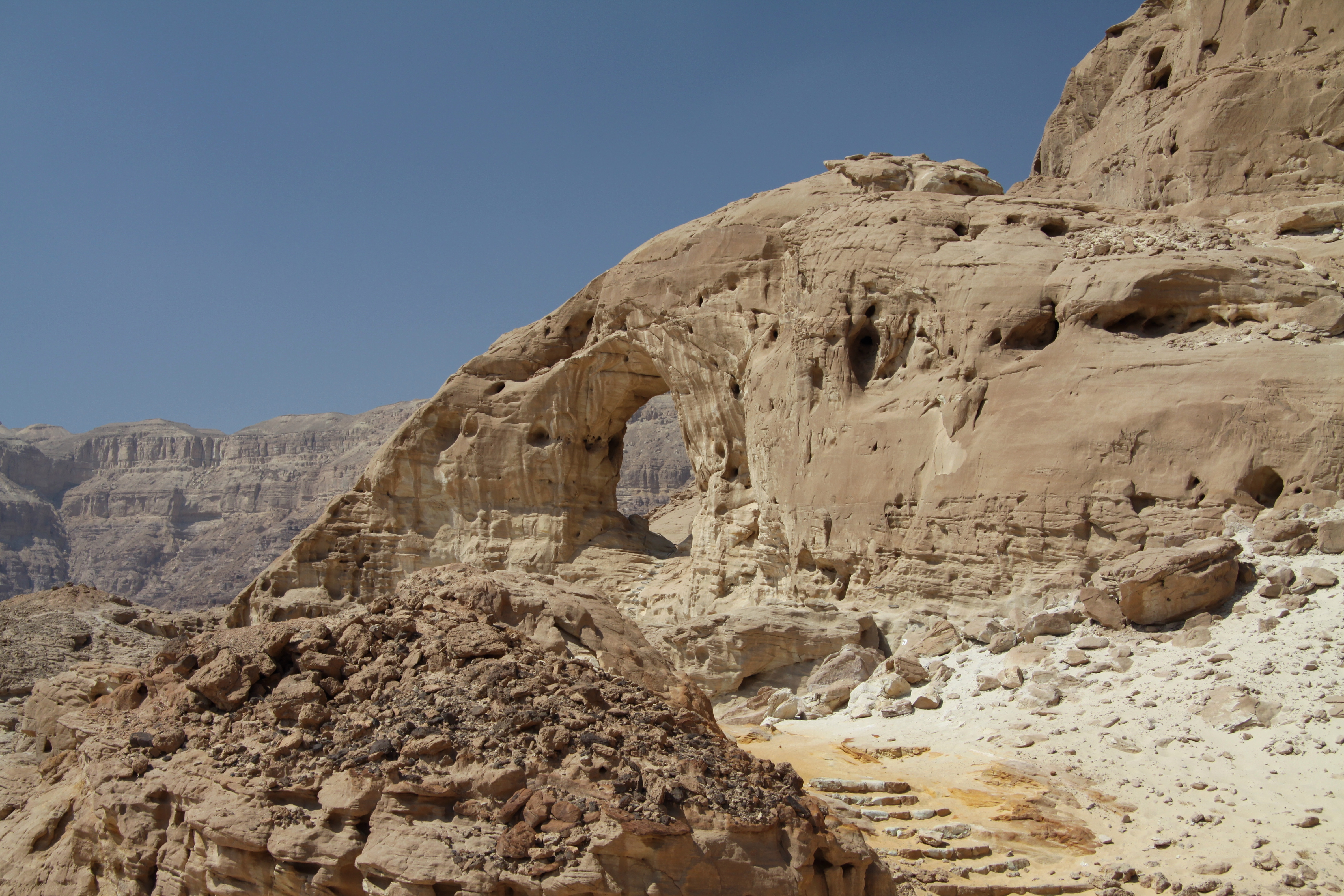
l'arche
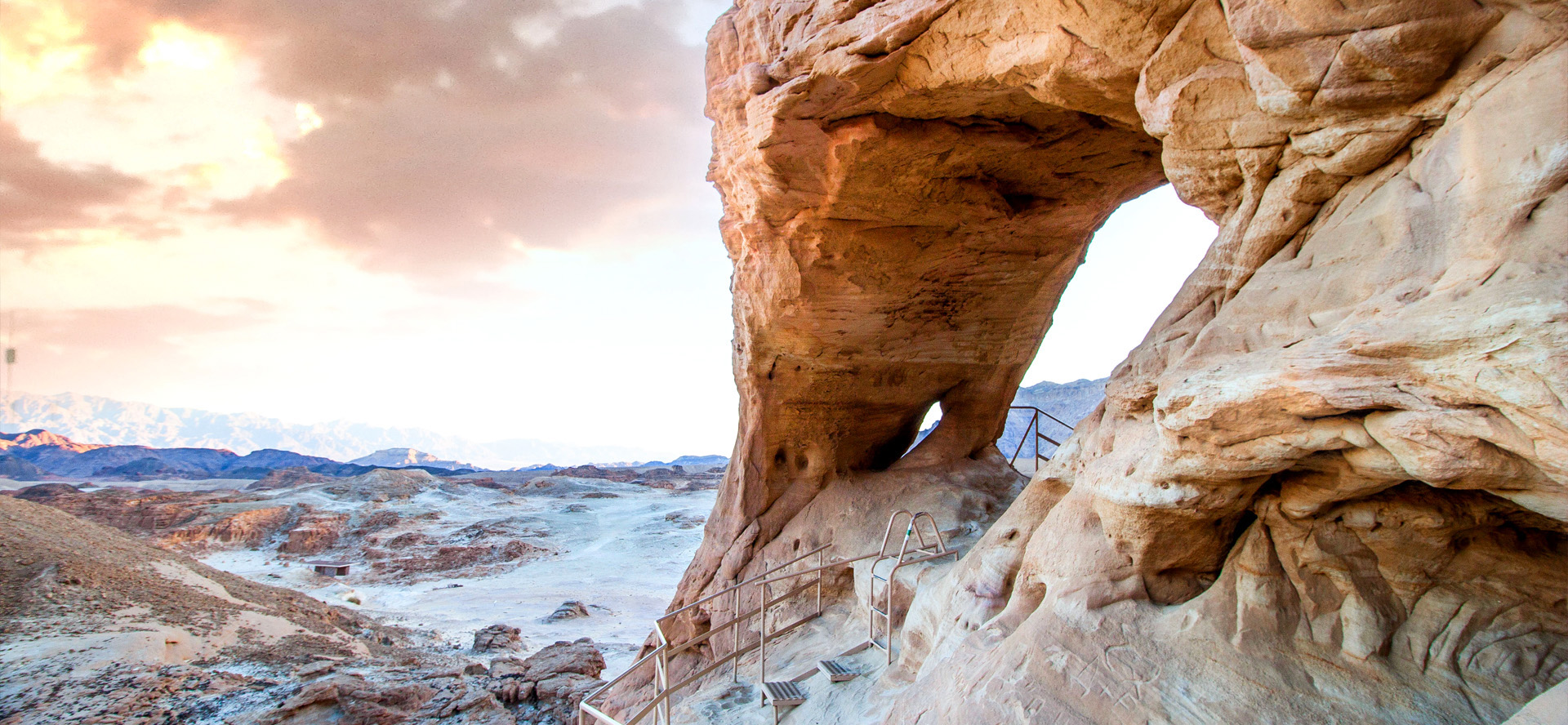
Autre

## Les mines de cuivre du roi Salomon
Les sables colorés et les montagnes de Timna regorgent de minéraux dont le cuivre, le fer et le manganèse. Ce parc est le site de l'une des plus anciennes mines de cuivre connues au monde (plus de 6 000 ans) : Des dizaines de galeries et puits de mine, des vestiges de fours de fusion datant de l'Égypte ancienne. Ici s'est développée la métallurgie du cuivre depuis l'Antiquité.

## Les vestiges archéologiques

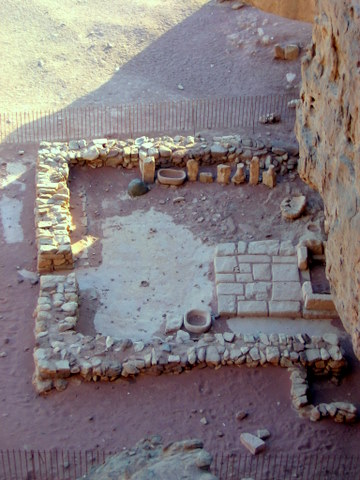
le temple d'Hathor

Les principales découvertes archéologiques sur le site ont été faites par l'expédition Arava dirigée par le professeur Beno Rothenberg en 1959.
On peut admirer des gravures rupestres représentant des chars et les ruines d'un temple égyptien érigé au XIVe siècle avant notre ère, en l'honneur de la déesse Hathor, sculptée dans la pierre, qui était la divinité protectrice des mineurs. Il fut transformé par les madianites au XIIe siècle av. J.-C., en une tente-sanctuaire qui ressemble au Tabernacle biblique (Ex.40:16-21). On y a trouvé une statuette en forme de serpent, en cuivre avec une tête dorée qui évoque le serpent d'airain, appelé Nehushtan, fabriqué par Moïse (Nombres 21,9). Le beau-père de Moïse, Jéthro, était prêtre de Madian, et il a eu une influence sur Moïse avérée dans le texte biblique (voir parasha Yitro).

## Le tabernacle de Timna
Une réplique du tabernacle réalisée en 1986 en Allemagne y a été installée en 1999 (à l'occasion de l'année 2000).

## Autres attractions
D'autres aménagements ont été faits sur le site à la fin des années 1980, en particulier un lac artificiel créé par le KKL en 1986, grâce à la générosité de M. Avrum Chudnow z”l de Milwaukee, Wisconsin.
Le centre des visiteurs propose une présentation multimedia 360° intitulée Mines of Time.